# North Dakota State Bison

## História
A North Dakota State Bison Football é a equipe de futebol americano que representa a North Dakota State University na primeira divisão da NCAA Football, competindo na conferência Missouri Valley Football. Atualmente disputam seus jogos no estádio Fargodome, que possui capacidade para 19.000 pessoas sentadas e está localizado na cidade de Fargo. A equipe já venceu por 15 vezes campeonatos nacionais da NCAA e 35 vezes a conferência Missouri Valley Football. Além disso, venceram por cinco vezes consecutivas, durante os anos de 2011 a 2015, e ainda duas outras vezes em 2017 e 2018.
Desde 2011, a North Dakota State Bison  tem um histórico de 112-8 (112 vitórias e 8 derrotas), fazendo com que seja o programa de futebol americano mais bem sucedido da primeira divisão da NCAA na década.

## Campanhas campeãs

### Campeonatos nacionais
North Dakota State venceu 15 campeonatos, sendo três como membro da College Division (que deu origem à Division II - Segunda Divisão), cinco como membro já da Division II, e sete como membro da Division I (primeira divisão).
| Ano  | Técnico          | Divisão                                | Campanha | Pontos | Adversário         |
| ---- | ---------------- | -------------------------------------- | -------- | ------ | ------------------ |
| 1965 | Darrell Mudra    | NCAA Division II Football Championship | 11–0     | 20–7   | Grambling          |
| 1968 | Ron Erhardt      | NCAA Division II Football Championship | 10–0     | 23–14  | Arkansas State     |
| 1969 | Ron Erhardt      | NCAA Division II Football Championship | 10–0     | 30–3   | Montana            |
| 1983 | Don Morton       | NCAA DII Playoff                       | 12–1     | 41–21  | Central State      |
| 1985 | Earle Solomonson | NCAA DII Playoff                       | 11–2–1   | 35–7   | North Alabama      |
| 1986 | Earle Solomonson | NCAA DII Playoff                       | 13–0     | 27–7   | South Dakota       |
| 1988 | Rocky Hager      | NCAA DII Playoff                       | 14–0     | 35–21  | Portland State     |
| 1990 | Rocky Hager      | NCAA DII Playoff                       | 14–0     | 51–11  | IUP                |
| 2011 | Craig Bohl       | NCAA DI (FCS) Playoff                  | 14–1     | 17–6   | Sam Houston State  |
| 2012 | Craig Bohl       | NCAA DI (FCS) Playoff                  | 14–1     | 39–13  | Sam Houston State  |
| 2013 | Craig Bohl       | NCAA DI (FCS) Playoff                  | 15–0     | 35–7   | Towson             |
| 2014 | Chris Klieman    | NCAA DI (FCS) Playoff                  | 15–1     | 29–27  | Illinois State     |
| 2015 | Chris Klieman    | NCAA DI (FCS) Playoff                  | 13–2     | 37–10  | Jacksonville State |
| 2017 | Chris Klieman    | NCAA DI (FCS) Playoff                  | 14–1     | 17–13  | James Madison      |
| 2018 | Chris Klieman    | NCAA DI (FCS) Playoff                  | 15–0     | 38–24  | Eastern Washington |

1. ↑  «Site oficial NCAA». NCAA. 27 de setembro de 2019. Consultado em 27 de setembro de 2019